# Тополь реснитчатый
Тополь реснитчатый (лат. Populus ciliata) — гималайский вид лиственных деревьев из рода Тополь семейства Ивовые (Salicaceae).

## Распространение
Ареал в Гималаях — Пакистан, Индия, Кашмир, Сикким, северная Мьянма, Непал, Бутан, в Китае, Сицзан, Юньнань.
На западе Гималаев вид представлен довольно широко, у западной границы распространения доходит до северного Пакистана, восточнее становится более редким, но известен и в северной Мьянме, и из северо-западных районов Юньнани. В восточной части ареала пределы высотного распространения увеличиваются.
Встречается в горных смешанных лесах на высотах 2200—3400 м.
Растёт по берегам рек, на галечниках и на мягких почвах. Присутствует и на довольно увлажнённых горных склонах, примерно от высоты 1200 м над уровнем моря.

### В культуре
Растение часто культивируется, особенно в аридных долинах Непала и Кашмира, в северных и северо-восточных его частях.
Вид совсем отсутствует или крайне редок в парках и питомниках США и Европы.
Недостаточно внимания уделяется виду и в дендрологической литературе, так нет упоминаний Populus ciliata в книге «Деревья и кустарники СССР» (т. 2, 1951), и в работе Альфреда Редера «Manual of Cultivated Trees and Shrubs hardy in North America» (1940).
Возможно, тополя данного вида из Кашмира или Ладакха могут быт интродукцированы на территории России, во всяком случае в южных её регионах.

## Ботаническое описание
Деревья, обычно средней величины, высотой до 20 или 30 м, с диаметром ствола до 20—30 см, крона большая и раскидистая. Более крупные экземпляры встречаются редко в связи с дефицитом древесины в местах их произрастания.
Новые побеги имеют округлое сечение, обычно голые, изредка опушенные.
Кора серая у старых деревьев продольно-трещиноватая. Верхушечные почки длиной 15—25 мм, несильно смолистые, яйцевидные, чаще туповатые, обычно голые, реже пушистые.
Образование истинных брахибластов не наблюдается.
Черешки, прочные, цилиндрические, в длину достигают 16 см, с весьма слабо выраженным желобком сверху, диаметром до 2 мм, преимущественно голые.
Взрослые листья, обычно, с двух сторон голые, с порой весьма густыми ресничками (0,2—0,3 мм), сидящими по самому железисто-гребенчатому краю, но иногда могут совсем отсутствовать. Листовые пластины плоские и тонкие, длиной 20—25 (10—15 × 8—12) см, яйцевидно-сердцевидной формы. Длина пластинки к черешку относится как 1/2,6.
Железки в основании листовой пластинки отсутствуют или слабо выражены.
В зрелой кроне форма листьев с характерным сердцевидным основанием и постепенно вытянутой заострённой верхушкой.
Наибольшая ширина листовой пластинки находится заметно ниже середины листа. Отношение длины к ширине листа составляет 0,9/2.
На молодых листья иногда имеется развитое опушение.
Молодые деревья и побеги несут листья яйцевидно- или продолговато-ланцетной формы, с округлым основанием, или даже с клиновидным.
Наиболее широкая часть молодых листьев находится почти на середине. Края у листьев равномерно мелкозубчатые, обычно зубчатость имеет городчатый характер.
Серёжки обычно с голой осью. Прицветные чешуйки буроватого цвета, рассечены на узкие доли, быстро опадают. Околоцветник неправильно лопастный, у женских цветков охватывает только самую нижнюю часть коробочки, не опадающий и голый. Пыльники линейно-продолговатой формы, длиной около 1,6 мм. Коробочки во время созревания шаровидные, с достаточно гладкой (без бугров) поверхностью и верхушкой коротко оттянутой, обыкновенно из 4 (редко 3) плодолистиков, обычно, голые (крайне редко с волосками), на ножках 0—12 мм длиной. Созревшая плодоносящая серёжка длиной до 30 см.
Корневая поросль встречается, но куртины, являющиеся достоверно клоновыми наблюдаются редко, вероятно, по антропогенным причинам, связанным с дефицитностью древесины в регионе.
Цветение в мае.
Кариотип: 2n = 38

## Систематика
Систематически вид Populus ciliata находится равно между секциями Leucoides Spach и Tacamahaca Spach. Чаще систематики помещают его в бальзамические тополя (Tacamahaca).
Тем не менее ряд морфологических признаков, такие как: утолщённые побеги, редкость или отсутствие брахибластов (розеточных побегов), скудная смолистость почек, лопастный околоцветник, и наконец, ареал — приближают вид к секции Leucoides. Однако, вопрос переноса P. ciliata в секцию Leucoides остается дискуссионным.

## Таксономия
Самое раннее сообщение о виде Populus ciliata из Гималаев относится к 1831 году, Валлих опубликовал его в своей работе A Numerical List of dried specimens of plants in the East India Company’s Museum: collected under the superintendence of Dr. Wallich of the Company’s botanic garden at Calcutta, однако, описание оказалось не действительным (nom. inval. nom. nud.) и вид не был тогда включен в номенклатуру. Позднее, в 1839 Ройл опубликовал диагноз, упоминая работу Валлиха, и использовал тоже название.
Populus ciliata Wall. ex Royle, Illustrations of the Botany ... of the Himalayan Mountains … 1: 346; 2:tab. 84a, fig. 1. 1839.
Описание вида другими авторами:
- Brandis, Forest Fl. N.W. India: 475. 1874;
- Hook.f., Fl. Brit. Ind.[исп.] 5: 638. 1888;
- C.K.Schneid. in Sarg., Pl. Wilson.[исп.] 3: 31. 1916;
- Neumann in Rech.f., Fl. Iran.[исп.] 65: 10. 1969;
- Stewart, Annot. Catal.: 181. 1972;
- Kimura in Hara et al., Enum. Flow. Pl. Nepal 3: 217. 1982;
- Grierson a. Long, Fl. Bhutan 1, 1: 60. 1983;
- Zhenfu et al., in Fl. China 4: 158. 1999;
- Ali, Fl. Pakistan 203: 54. 2001.

Разновидность
Populus ciliata var. weixii C.Wang & S.L.Tung, Bulletin of Botanical Laboratory of North-Eastern Forestry Institute 4: 25, pl. 3, f. 3-4. 1979.

Признаётся не всеми систематиками, может считаться синонимом.

### Синонимы
Список дан в хронологическом порядке, согласно Plants of the World Online.
- Populus pyriformis Royle, Ill. Bot. Himal. Mts.: 344. 1839.
- Populus jacquemontiana Dode, Extr. Monogr. inéd. Populus: 66, tab. 12, fig. 108. 1905; Bull. Soc. Hist. Nat. Autun 18: 224. 1905. (местосбора где-то в районе Симлы)
- Populus szechuanica var. tibetica C.K.Schneid., Pl. Wilson. (Sargent) 3(1): 20,33. 1916. (typus : «N. W. Tibet (= N. Kashmir), regio temp. 613500', cult., T. Thomson»  A-GH!)
- Populus purdomii Rehder, J. Arnold Arbor. 3: 225. 1922.
- Populus ciliata var. gyirongensis Z.Wang & S.L.Tung, Acta Phytotax. Sin. 17(4): 102. 1979.
- Populus schneideri var. tibetica (C.K.Schneid.) N.Chao, Fl. Sichuanica 3: 50. 1985.
- Populus kangdingensis var. tibetica (C.K.Schneid.) N.Chao & J.Liu, J. Wuhan Bot. Res. 9: 231. 1991.
- Populus pamirica var. tibetica (C.K.Schneid.) N.Chao & J.Liu, J. Sichuan Forest. Sci. Technol. 22(4): 2. 2001.

## Комментарии
1. ↑  Название вида связано с наличием краевых ресничек на листьях.